# 特倫特·亞歷山大-阿諾德
特倫特·约翰·阿歷山大-阿諾（英語：Trent John Alexander-Arnold；1998年10月7日—）是一位英格蘭足球運動員，司職右後衛或中場，現效力西甲球隊皇家马德里，同時亦是英格蘭足球代表隊成員。
他出身自利物浦青訓，他在2016年18歲時首次為利物浦一隊上陣，於2017年和2018年均獲選為利物浦球隊最佳年青球員。阿諾曾代表英格蘭U16至U21國家隊，2018年6月首次出戰成年國家隊，並入選2018年世界盃英格蘭國家隊23人參賽名單。
他的外祖母多琳·卡林曾與前曼聯主教練亚历克斯·弗格森爵士交往，然後搬到紐約市，後來在那裡結婚。 因此，亞歷山大-阿諾德在英格蘭首次亮相之前有資格為美國效力。

## 球會生涯

### 利物浦

#### 早年
阿歷山大-阿諾出生在利物浦西德比區（West Derby），就讀聖馬修斯天主教小學。
當他六歲時，當地的利物浦足球俱樂部主辦了一個社區夏令營，他的學校應邀參加了該夏令營。阿歷山大-阿諾被選中參加，利物浦青訓學院的教練伊恩·巴里根（Ian Barrigan）發現他的天份並邀請他加入學院。他開始每週訓練兩到三次，然後在教練佩平·利達斯的指導下繼續擔任U16和U18級別的球隊隊長。
他在學院期間表現出色，並在2015年被前利物浦隊長謝拉特在他的自傳中稱讚阿歷山大-阿諾，稱他將會在利物浦前途無可限量。
在2015-16賽季的比賽中，利物浦領隊班頓·羅渣士提升阿歷山大-阿諾上一隊，在球隊季前熱身賽首度上陣對陣斯温登足球俱乐部，比賽以2-1獲勝。

#### 2016年至今
阿歷山大-阿諾參加了利物浦在美國的季前巡迴賽。他在2016年10月25日首次亮相，在英格蘭聯賽盃第四輪以2-1戰勝熱刺，該場賽事他在上半場向熱刺後衛犯規被罰黃牌，常規正選的右後衛克莱因在第68分鐘後備上陣替換阿歷山大-阿諾。前利物浦隊長謝拉特稱讚阿諾首戰的優秀表現，他亦與隊友史杜歷治一同被選入聯賽盃第四圈最佳陣容
。
2017年7月，阿歷山大-阿諾與利物浦續長約。
2018-19賽季，阿歷山大-阿諾在各項賽事共交出十六個助攻，其中十二個是在英超賽事，打破了後衛球員在英超單賽季的助攻數記錄。
2019-20賽季，阿歷山大-阿諾在英超交出十三個助攻，再次打破後衛球員在英超單賽季的助攻數記錄。同時，他也有4個進球。阿歷山大-阿諾德本賽季助利物浦取得歐洲超級盃和俱乐部世界杯達成國際三冠王，更重要的是利物浦第一座英超冠軍，時隔30年再度奪得英格蘭頂級聯賽冠軍。
2021年7月30日，利物浦官方宣布與阿歷山大-阿諾續約至2025年，同時將會得到球隊頂薪，只願意續四年約，似乎已埋下離隊的計劃。
2025年5月，在助利物浦贏得第2座英超冠軍後，阿诺德宣布在2025年的合同到期后离队，结束20年利物浦生涯。他在官方声明中表示，尽管深爱俱乐部并实现所有梦想，但认为此刻需要"新的挑战"。
皇家馬德里
2025年5月30日，皇家馬德里官方宣布阿諾德加盟該俱樂部，合約到2031年6月30日到期。為了將他帶到2025年國際足總俱樂部世界盃，皇馬另向利物浦支付1000萬歐元。

## 國家隊生涯

### 英格蘭青年代表隊

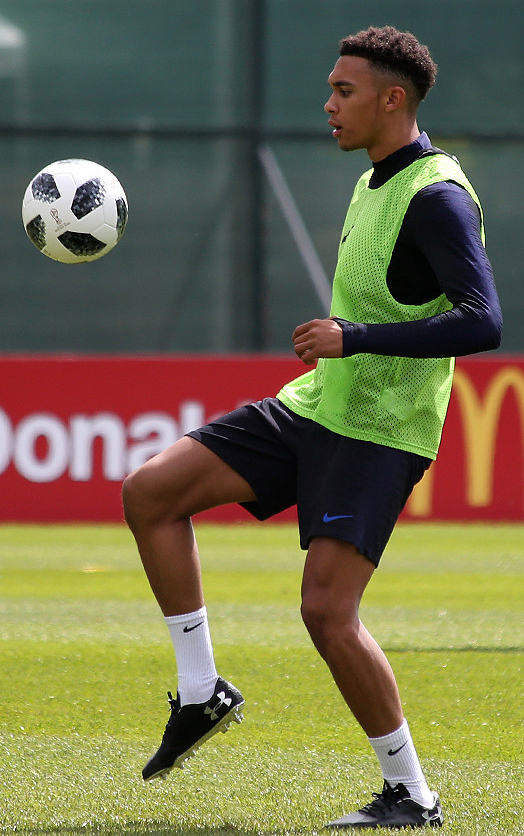
阿諾代表英格蘭足球代表隊出戰俄羅斯世界盃

阿歷山大-阿諾曾代表英格蘭不同年齡組別的青年隊，並參與智利舉辦的2015年國際足協U-17世界盃。
2016年10月7日，阿歷山大-阿諾代表英格蘭U19對克羅地亞U19射入兩球，助球隊3-1勝出。阿歷山大-阿諾在11月對威爾斯U193-2落敗的比賽中再度入球，雖然他的第一個進球最終計算為馬克·哈里斯（Mark Harris）的烏龍球。到2017年3月24日，阿歷山大-阿諾再度梅開二度助國家隊3-0擊敗西班牙U19，助英格蘭獲得2017年歐洲U-19足球錦標賽的資格。儘管如此，他並沒有入選歐洲U-19足球錦標賽，因為利物浦與英格蘭達成了一項協議，讓他在接下來的賽季集中於聯賽
。英格蘭隊在決賽中擊敗葡萄牙U19隊，奪得歐洲U-19足球錦標賽冠軍.。
接下來的一個月，阿歷山大-阿諾首次參加了英格蘭U21的2019年歐洲U-21足球錦標賽外圍賽對陣荷蘭U21和拉脫維亞U21的比賽。他於9月5日首度代表英格蘭U21對拉脫維亞U21，以3-0獲勝.。

### 英格蘭代表隊
2018年，阿歷山大-阿諾隨隊出戰俄羅斯世界盃。英格蘭國家足球隊於四強出局。
他曾入选英格兰参加2020年欧洲國家盃的26人名单，但在对奥地利的赛前友谊赛中大腿受伤，被迫在該大赛开始前8天退出。
2022年11月，阿歷山大-阿諾獲选入2022年世界盃英格蘭的最終26人名單。
2024年，阿歷山大-阿諾隨隊出戰2024年欧洲國家盃。

## 個人生活
在足球以外，亞歷山大-阿諾德自願擔任利物浦慈善機構“一個小時為他人”的大使，該組織旨在為弱勢群體提供從食物籃，玩具到烹飪和科學課程的一切服務。自從他的母親在青少年時期介紹慈善機構以來，他就一直支持該慈善機構。在利物浦學院期間，他和隊友克里斯·歐文斯承諾支持這項倡議，如果他們中的任何一個成為職業足球運動員的話。他的慈善事業也擴展到了慈善事業之外，並在與Under Armour簽署了新的球鞋贊助後（2019年3月，成為英國第二大利潤最高的球鞋交易，僅次於哈里·凱恩）他啟動了在利物浦購買土地的計劃，並用這些資金為社區建造了新的場地。
2020年，他和利物浦隊友安祖·羅拔臣出演了自己在Instagram旗下的IGTV上稱為“翼門”的迷你電視秀。

## 風格
阿歷山大-阿諾助攻能力出色，經常在邊路能傳出具威脅的傳球。雖然阿諾擔任右後衛，但他多個賽季傳出關鍵傳球的數目都是位於聯賽前列。
巴西傳奇右後衛卡福在BBC的采訪中説到：“我一直都關注著阿歷山大-阿諾，他在近幾年進步神速，毫無疑問是當今球壇最佳的右後衛之一，我甚至在他身上看到年輕的自己，我們同樣擁有堅定的意志和決心。”

## 生涯數據

### 俱樂部
最後更新：2021年5月23日
| 俱樂部   | 賽季     | 聯賽     | 聯賽 | 聯賽 | 英格蘭足總盃 | 英格蘭足總盃 | 英格蘭聯賽盃 | 英格蘭聯賽盃 | 歐戰 | 歐戰 | 其他 | 其他 | 總計 | 總計 |
| 俱樂部   | 賽季     | 層級     | 出賽 | 進球 | 出賽         | 進球         | 出賽         | 進球         | 出賽 | 進球 | 出賽 | 進球 | 出賽 | 進球 |
| -------- | -------- | -------- | ---- | ---- | ------------ | ------------ | ------------ | ------------ | ---- | ---- | ---- | ---- | ---- | ---- |
| 利物浦   | 2016–17  | 英超     | 7    | 0    | 2            | 0            | 3            | 0            | —    | —    | —    | —    | 12   | 0    |
| 利物浦   | 2017–18  | 英超     | 19   | 1    | 2            | 0            | 0            | 0            | 12   | 2    | —    | —    | 33   | 3    |
| 利物浦   | 2018–19  | 英超     | 29   | 1    | 0            | 0            | 0            | 0            | 11   | 0    | —    | —    | 40   | 1    |
| 利物浦   | 2019–20  | 英超     | 38   | 4    | 0            | 0            | 0            | 0            | 7    | 0    | 4    | 0    | 49   | 4    |
| 利物浦   | 2020–21  | 英超     | 36   | 2    | 1            | 0            | 0            | 0            | 8    | 0    | 0    | 0    | 45   | 2    |
| 生涯總計 | 生涯總計 | 生涯總計 | 129  | 8    | 5            | 0            | 3            | 0            | 38   | 2    | 4    | 0    | 179  | 10   |

1. 1 2 3 4  於歐洲冠軍聯賽出賽
2. ↑   英格蘭社區盾,歐洲超級盃各1次出賽,國際足總俱樂部世界盃2次出賽

### 國家隊
最後更新：2022年12月11日
| 國家隊 | 年分 | 出賽 | 進球 |
| ------ | ---- | ---- | ---- |
| 英格蘭 | 2018 | 5    | 1    |
| 英格蘭 | 2019 | 4    | 0    |
| 英格蘭 | 2020 | 3    | 0    |
| 英格蘭 | 2021 | 4    | 0    |
| 英格蘭 | 2022 | 2    | 0    |
| 總計   | 總計 | 18   | 1    |

### 國家隊進球
| # | 日期           | 場館                 | 場次 | 對手 | 進球 | 賽果 | 賽事   | 參考來源 |
| - | -------------- | -------------------- | ---- | ---- | ---- | ---- | ------ | -------- |
| 1 | 2018年11月15日 | 英格蘭倫敦温布萊球場 | 5    | 美国 | 2–0  | 3–0  | 友誼賽 | [ 36 ]   |

## 榮譽

### 球會
利物浦
- 英格兰足球超级联赛冠軍：2019–20、2024–25
- 英格蘭聯賽盃冠軍：2021–22、2023–24
- 英格蘭足總盃冠軍：2021–22
- 英格兰社区盾冠軍：2022[37]
- 欧洲联赛冠軍盃冠軍：2018–19
- 歐洲超級盃冠軍：2019
- 世界冠軍球會盃冠軍：2019

### 國家隊
英格蘭
- 世界盃殿軍：2018[38]
- 欧洲國家盃亚军：2020、2024
- 歐洲國家聯賽季軍：2018–19

### 個人
- 利物浦 最佳年青球員：2016–17賽季 [39]、2017–18賽季[40]
- 歐洲金童獎 第二名：2018年[41]
- PFA英超年度最佳陣容：2018/19
- 歐洲聯賽冠軍盃 年度最佳陣容：2018/19
- 歐洲足協球會足球獎 最佳後衛季軍：2018/19
- 國際職業足球員協會 年度世界最佳十一人：2019﹙後衛第六名﹚
- 金球獎候選人：2019
- 英超每月最佳球員：2019年12月
- 國際足球歷史和統計聯合會 年度最佳陣容：2019
- 歐洲足協年度最佳陣容：2019
- 英超赛季最佳青年球員：2019-2020

紀錄
- 健力士世界紀錄 後衛於單季聯賽最多助攻：12次助攻

## 外部連結
- Soccerway資料庫：特倫特·亞歷山大-阿諾德